# Afrostelis ogilviei
Afrostelis ogilviei là một loài Hymenoptera trong họ Megachilidae. Loài này được Cockerell mô tả khoa học năm 1936.
Loài này phân bố ở Zimbabwe.